# 諾福克島機場
諾福克島機場（英語：Norfolk Island Airport）是澳大利亚海外領地诺福克岛的機場，也是該島唯一的機場，由諾福克島市政府負責營運。

## 歷史

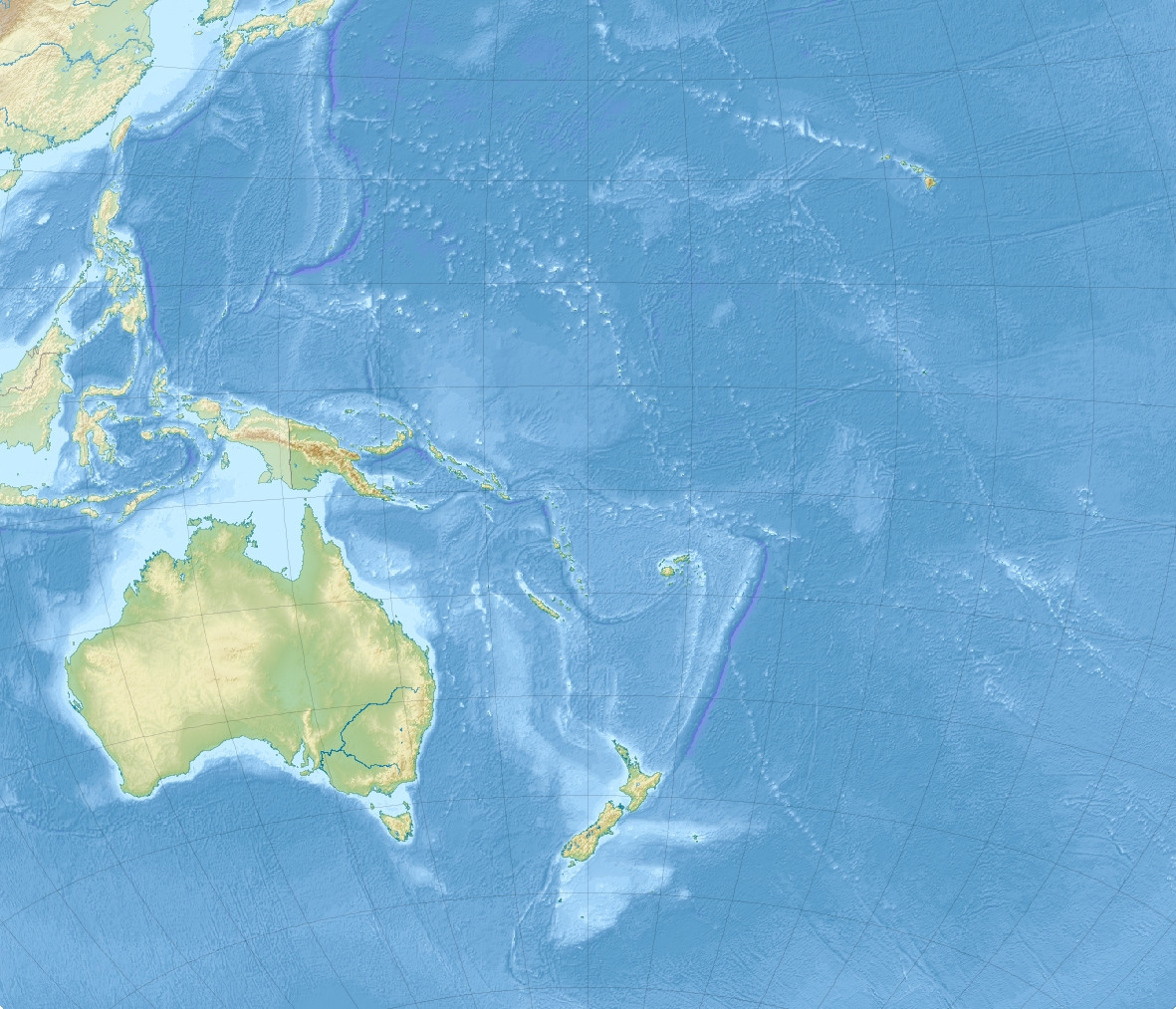
諾福克島機場位置圖

此機場在二次大戰期間興建，用作抵禦日軍在南太平洋的攻勢。因諾福克島的平地不足，所以在興建時要動用大量推土機把數個山的頂峰削去，並把各山之間的谷地填平，後再用鋼絲網鋪上堅固表面。
此機場在初期主要是給轟炸偵察機使用，及來從布干维尔岛的運輸服務。因為此機場未被用作主要基地，所以成為了來往澳洲、新西兰、新喀里多尼亞及所罗门群岛之間的飛機的中途站。

## 設施
此機場設有兩條跑道，分別為長1,950公呎（6,398英呎）、闊45公呎（148英呎）的11/29跑道及長1,435公呎（4,708英呎）、闊30公呎（98英呎）的04/22跑道。另設有一幢一層高的客運大樓

## 航空公司及目的地
| 航空公司   | 目的地         |
| ---------- | -------------- |
| 澳洲航空   | 布里斯班、悉尼 |
| 查塔姆航空 | 奥克兰         |

諾福克航空曾營運本機場往返澳洲各大城市的航線，但諾福克航空已於2012年3月起終止服務，有關航線改由紐西蘭航空接管服務。

## 外部連結
- 諾福克島機場官方網站（页面存档备份，存于）